# 거창 수승대
거창 수승대(居昌 搜勝臺)는 대한민국 경상남도 거창군 위천면 황산리에 있는 명승지이며 한국의 화강암 지질지형이다. 2008년 12월 26일 대한민국의 명승 제53호로 지정되었다.

## 개요
수승대는 조선시대 선비들이 영남 제일의 동천으로 쳤던 '안의삼동(安義三洞)' 중 하나인 원학동 계곡 한가운데 위치하는 화강암 암반으로 깊고 긴 계곡과 주변 임야와 어우러져 탁월한 자연경관을 보여준다.
'수승대' 명칭은 퇴계 이황의 제명시(수승대에 부치다, 寄題搜勝臺)를 따라 지은 것으로 알려져 왔으나 수승대에 앞서 ‘수송대(愁送臺)’라는 명칭이 삼국 시대 옛 신라와 백제의 사신이 이곳에서 송별할 때마다 근심을 이기지 못하여 수송이라 일컬었다는 설과 뛰어난 경치가 근심을 잊게 한다는 설이 전해지면서  조선 시대에는 수승대와 수송대가 혼용되어 불렸다는 사실이 2021년 새로이 밝혀졌다.
퇴계 이황의 개명시와 갈천 임훈의 화답시가 전하고, 수승대 양쪽에 위치하는 요수정과 관수루 등이 잘 남아 있어 요산요수하는 조선시대 유학자들의 산수유람 문화가 결합된 장소적 상징성이 큰 명승지이다.

## 지질
거창 수승대 일대에는 중생대의 반상 화강암이 분포한다. 이 암석은 중립질 암상에 장경 2 cm의 반정을 가지며 상부로 갈수록 반정의 함량과 크기가 커지고 흑운모의 함유량도 많아진다. 현미경 하에서 석영, 사장석, 소량의 정장석 및 흑운모로 구성되며, 정장석은 고령석화되어 있다.
수승대의 화강암
- 수승대 너럭바위 측면
- 수승대 너럭바위 정면
- 세필짐: 졸졸 흐르는 물에 붓을 씻던 곳

### 찾아가는 길
국지도 제37호선 도로변에 위치하고 주차장(유료, 도로명주소: 거창군 위천면 송계로 428 및 거창군 위천면 은하리길 2)이 있어 접근성이 편리하다. 수승대 관광지 일대에는 주차장, 펜션, 야영장 등 편의시설이 있다.

## 참고 자료
- 거창 수승대 - 국가유산청 국가유산포털
- 이 문서에는 문화재청에서 공공누리 제1유형으로 배포된 자료를 바탕으로 한 내용이 포함되어 있습니다.